# Циренщиков, Клавдий Иванович
Клавдий Иванович Циренщиков (03.06.1908, Дедюхин, Российская Империя — 24.04.1981, Березники, СССР) — Герой Социалистического Труда, орденоносец, руководитель предприятий.

## Биография
Родился 3 июня 1908 года в г. Дедюхин Пермской губернии. Фамилия «Циренщиков» имеет прямое отношение к Верхнекамью — «циренами» называли работников солеварен, переворачивающих соль, а также деревянные лопаты, с помощью которых это делалось.
В 1926 г. пришел на Березниковский содовый завод после окончания школы ФЗУ. В 1929 г. был направлен на учебу в Уральский политехнический институт. После окончания УПИ в 1935 г. был распределен на Первый калийный комбинат (работал химиком-технологом), затем — на строительство Соликамского магниевого завода. Работал начальником смены, техноруком, нач. цеха, начальником Управления капитального строительства. В годы Великой Отечественной войны сыграл большую роль в обеспечении выполнения оборонных заказов.
В 1940 году возглавил секретный завод Р-43 в Соликамске, получил отравление хлором.
В 1949 г. назначен директором Березниковского магниевого завода (до 1970 г.). К 1954 г. Циренщиков смог организовать производство магния по новой, более совершенной технологии. Практически тут же предприятие получило заказ на выпуск титановой губки.
8 февраля 1960 года в Березниках был получен первый в СССР губчатый титан, через некоторое время БМЗ (ставший с 1963 г. титано-магниевым комбинатом) стал ведущим предприятием в отрасли. С 1964 г., благодаря самоотверженности работников и умелому руководству Ц. магниевый Комбинат стал рентабельным предприятием. В 1965 г. введен в строй второй цех электролиза магния, построена вторая в СССР кремниево-преобразовательная подстанция. В 1966 году за достигнутые успехи в увеличении производства титана и магния и освоение новых производственных мощностей БТМК был награждён орденом Трудового Красного Знамени.
Клавдий Циренщиков скончался 24 апреля 1981 г. Похоронен на Старом кладбище г. Березники.

## Награды
Герой Социалистического Труда (1966). Кавалер Орденов Ленина (1966), Трудового Красного Знамени (1961), Красной Звезды (1944), медалей, в том числе «За трудовую доблесть».

## Память
Именем Клавдия Циренщикова названа улица в г. Березники (переименована ул. Институтская), на доме, где жил директор, установлена памятная доска. В подшефных школах БТМК (позже-ОАО «Ависма») учреждена стипендия имени Циренщикова. К 100-летию со дня рождения директора у центральной проходной ОАО «Ависма» установлен бюст Ц.